# 塩川修
塩川 修（しおかわ おさむ、1949年10月1日 - ）は、日本の地方公務員。埼玉県副知事を経て、埼玉県公安委員会委員長。

## 人物・経歴
埼玉県立川越高等学校を経て、1973年中央大学法学部卒業、埼玉県入庁。2003年埼玉県知事秘書。2004年埼玉県知事室長。2007年埼玉県総務部長。2008年埼玉県企画財政部長。
2009年から埼玉県副知事を務め、山本隆東京都副知事と2020年東京オリンピック・2020年東京パラリンピックの費用負担の協議にあたるなどし、「仮設は大会組織委員会、常設は自治体」との原則を示した。
2011年首都圏新都市鉄道取締役。2017年埼玉県副知事退任、埼玉県信用保証協会会長。2019年埼玉県信用保証協会会長退任、埼玉県公安委員会委員。2020年埼玉県公安委員会委員長。同年瑞宝中綬章受章。